# Таліванг
Таліва́нг (індонез. Taliwang) — один з 8 районів округу Західна Сумбава провінції Західна Південно-Східна Нуса у складі Індонезії. Розташований у центрально-західній частині. Адміністративний центр — селище Телага-Бертонг.
Населення — 45525 осіб (2012; 44136 в 2010).

## Адміністративний поділ
До складу району входять 5 селищ та 9 сіл:
| Населений пункт        | Населення, осіб (2010) |
| ---------------------- | ---------------------- |
| Банджар, село          | 1083                   |
| Бату-Путіх, село       | 2826                   |
| Бугіс, село            | 4137                   |
| Далам, селище          | 6586                   |
| Куанг, селище          | 5837                   |
| Лабуан-Кертасарі, село | 1585                   |
| Лабуан-Лалар, село     | 2766                   |
| Лалар-Ліанг, село      | 1486                   |
| Менала, селище         | 6066                   |
| Сампір, село           | 3755                   |
| Селото, село           | 1836                   |
| Сермонг, селище        | 940                    |
| Тамекан, село          | 899                    |
| Телага-Бертонг, селище | 4334                   |